# Radial
Cet article possède un paronyme, voir Radiall.
 (avril 2025).
Motif : dire l'objectif de cette page et préciser les termes
« Radiaux » redirige ici. Pour l’article homophone, voir Radio.

## Radial magnétique
Radial magnétique d'un point : Demi-droite partant d'un point repéré par une mesure angulaire à partir du nord magnétique (ou relèvement magnétique).
Radial (magnétique) d'un radiophare omnidirectionnel VHF (ou VOR) : Axe radioélectrique (demi-droite partant de la balise VOR) repéré par sa mesure angulaire à partir du nord magnétique (QDR).